# Sakana
Sakana (en castellà, Barranca) és una comarca de Navarra, dins la merindad de Pamplona que engloba 3 valls (Arakil, Ergoiena i Burunda) i 15 municipis. Té una extensió de 305,5 kilòmetres quadrats i una població de 20.028 habitants. Està delimitada al nord per la serralada d'Aralar i al sud per les serres de Andia i Urbasa. Encara que la comarca està dividida en 3 valls, també és anomenada Vall de Sakana.

## Geografia
Paratge natural de Navarra, en la frontera d'Àlaba. La travessa el Riu Arakil i la formen les valls d'Arakil, Ergoiena i Burunda. Del clima destaca l'alt indice de precipitacions. És una regió bastant plana.

### Parcs Naturals
Parcs Natural Urbasa-Andia: Va ser declarat Parc Natural el 27 de febrer de 1997. Té una extensió de 21.408 ha, que està ocupada fonamentalment per fagedes i pastures de muntanya. La latitud de les serraladess se situa entre els 42º 35’ i 42º 52’ latitud Nord i l'altitud sobre el nivell del mar de les serralades, està entre els 835 metres i els 1.492 metres de màxima en Sant Donato. La vegetació existent és de gran diversitat. La propietat de les serres correspon a la Comunitat Foral de Navarra.
El Parc Natural Urbasa-Andia inclou quatre zones: 
- Urbasa: 11.399 ha.
- Andia: 4.700 ha.
- Limitacions: 5.190 ha.
- Reserva Natural Urederra: 119 ha.

### Valls que la formen

Valls i municipis deSakana

| Vall                | Municipis                                                                                     | Concejos |
| ------------------- | --------------------------------------------------------------------------------------------- | --- |
| Vall d'Arakil:      | - Arakil - Arbizu - Arruazu - Etxarri-Aranatz - Lakuntza - Uharte-Arakil - Irañeta - Irurtzun | - Aizkorbe (Arakil) - Ekai (Arakil) - Etxarren (Arakil) - Etxeberri (Arakil) - Egiarreta (Arakil) - Errotz (Arakil) - Izurdiaga (Arakil) - Murgindueta (Arakil) - Itsasperri (Arakil) - Satrustegi (Arakil) - Urritzola (Arakil) - Hiriberri-Villanueva (Arakil) - Ihabar (Arakil) - Zuhatzu (Arakil) - Lizarragabengoa (Etxarri-Aranatz) |
| Vall de La Burunda: | - Altsasu - Bakaiku - Ziordia - Iturmendi - Olazagutia - Urdiain                              | |
| Vall d'Ergoiena:    | - Ergoiena                                                                                    | - Dorrao - Lizarraga - Unanua |

## Demografia
El principal nucli de població de la comarca és Altsasu que el 2006 tenia 7.501 habitants. De la resta només en podem destacar un segon grup que aniria entre els 1.000 i 2.000 habitants Irurtzun Etxarri-Aranatz, Olazti i Lakuntza. Els nuclis de menor població són als municipis d'Arakil i Ergoiena on cap població supera els 100 habitants.